# Rhadinomphax trimeni
Rhadinomphax trimeni är en fjärilsart som beskrevs av Felder 1875. Rhadinomphax trimeni ingår i släktet Rhadinomphax och familjen mätare. Inga underarter finns listade.